# FedExForum
O FedExForum é um ginásio localizado em Memphis, Tennessee (EUA). É a casa do time de basquetebol da NBA Memphis Grizzlies e do time universitário Memphis Tigers (da University of Memphis).
Inaugurado em Setembro de 2004, com um custo de construção de US$ 250 milhões, pode receber, além de jogos de basquetebol, jogos de hóquei no gelo e concertos.
Tem capacidade para 19.000 espectadores e tem o nome da companhia de entregas mundial FedEx, cuja matriz fica em Memphis.
Foi o primeiro ginásio da NBA a contar com o relógio do tempo do ataque atrás da cesta.